# BLACK BABE
KATZ （かつ、本名　溝口 勝文、みぞぐち かつふみ 1981年10月29日 - ）は、日本の男性シンガーソングライター。身長170cm。鹿児島県鹿児島市出身。血液型B型。
2009年12月にシングル「Walk」でユニバーサルミュージックからメジャーデビュー。

## 略歴
- 1994年：ドラムを始め音楽活動を開始。様々なバンドに携わり、スキルを磨く
- 1998年：高校の友人に紹介され、インディーズバンドに入る。
- 1999年：SR　Factory主催の、「Live in Mark the Culture!!Type-008」に出演。
- 2000年：上京して西武文理大学に入学。
- 2001年：姉（tomoyo）の影響で、ヴォーカルに転向。
- 2006年：ヴォーカルからヴォーカルギターに転向。
- 2007年：バンド名を「BLACK　BABE」として大学仲間と活動開始。
- 2009年1月：鹿児島CAPARVO HALLで初のワンマンLIVE。
- 2009年12月：デビューシングル「Walk」を発売。
- 2010年5月：渋谷 CLUB QUATTROでLive。
- 2010年6月：2枚目のシングル「未来へ…」を発売。
- 2010年9月：渋谷 CLUB QUATTRO「SOUND COLOSSEUM　ROUND4」に参加。
- 2010年11月：母校「長田中学校」にて、ふるさと先生として授業を行なう。
- 2010年12月22日：RODDYとのコラボレーションで3rdシングル「最高の瞬間 / Smile～愛の呼吸」発売

## ディスコグラフィー

### シングル
- 1st　2009年12月2日「Walk」
- 2nd　2010年6月30日「未来へ…」
- 3rd（BLACK BABE × RODDYコラボ） 2010年12月22日「最高の瞬間 / Smile～愛の呼吸」 - 『最高の瞬間』は、映画「学校をつくろう」主題歌

### その他のインディーズ時代の曲
- 大切な宝物
- 始まりの場所
- Wedding song for you

## 尊敬するアーティスト
- ニルヴァーナ
- レッド・ホット・チリ・ペッパーズ
- ミスター・ビッグ
- ボン・ジョヴィ
- リンキン・パーク

## 出演

### ラジオ
- エフエム鹿児島「u'sWAVE」に生出演
- MBCラジオ「ラジオ特捜班」に生出演
- 鹿児島シティエフエム「柳田弘志の発掘！いいよね本舗～天文館本店～」に生出演
- FM浦和 REDS WAVE「Afternoon Plaza」「MIRAGE」に生出演
- エフエムさがみ「テイクハートタイム」に生出演
- スマイルエフエム「おかえりすまいる」に生出演
- エフエム西東京「You Got チャンネルα」に生出演
- エフエム群馬「チャンネル148」に生出演

### TV
- テレビ埼玉「ごごたま」に生出演
- J:COMチャンネル「J:HEAVEN」に出演
- 「かごしま24」（月～金曜　24：00－24：20）に生出演

## イベント
- NACK5『スノーボード天国 presents HITS! THE TOWN SPECIAL』ゲスト出演